# The Poor Sick Men
The Poor Sick Men é um filme mudo norte-americano de 1911, do gênero drama, dirigido por D. W. Griffith e Frank Powell.